# Felcsút
Felcsút es una villa situada en el condado de Fejér, Hungría. Tiene una población estimada, a inicios de 2022, de 1901 habitantes.

## Personalidades destacadas
- El primer ministro húngaro Viktor Orbán vivió aquí durante parte de su infancia.